# Џонстаун (комуна)
Џонстаун (енгл. Jonestown) или формално Пољопривредни пројекат Храма народа је била комуна коју је 1974. године основао Џим Џоунс, вођа секте Храм народа, у северозападном делу Гвајане. На том месту се 18. новембра 1978. године десило масовно убиство и самоубиство припадника секте. Они су заједно са својим вођом Џимом Џонсом попили цијанид измешан са воћним соком. Чланови секте који су одбили да испију отров су убијени.
Храм народа је основан средином 1950-их у Индијанаполису, а касније је пресељен у Сан Франциско. Храм није имао много успеха. Био је праћен скандалима и почетком 1970-их покрет је био на издисају. Џоунс је закључио да мора да напусти САД и у Гвајани је основао утопистичку заједницу названу Џонстаун. Од почетка је било пуно проблема као што су недостатак хране, болести и честе епидемије. Наоружани људи су се старали о дисциплини. Они који су кршили правила су били кажњавани стављањем у кавезе или електрошоковима, а потенцијални дезертери су често умиривани дрогама. Становници, који су упрокос свему успели да побегну, извештавали су о тешким кршењима људских права. Родитељи су морали децу да предају Џоунсу кога су сви називали „отац“ или „тата“.
Џим Џоунс је са становницима кампа редовно вежбао масовно самоубиство. У такозваним „белим ноћима“ пили су наводно затровану лимунаду.
Дана 14. новембра 1978, конгресмен Лео Џ. Рајан је са делегациом од осамнаест људи долетео у Џонстаун како би истражио злоупотребе. Џоунс је покушао све да сакрије од посетилаца и да остави утисак да је све у реду. Ово није успело пошто је 16 припадника комуне молило конгресмена да их поведе са собом. Фанатични поборници Џоунса напали су авион и убили конгресмена, три новинара, једног камермана и ранили још 11 људи.
Становници насеља су позвани преко разгласа. Џим Џоунс је објаснио: „Када није могуће да живимо у слободи, онда хоћемо бар да умремо у слободи. Смрт је само прелазак на један други ниво“. Подељен је валијум и цијанид помешан са соком. Најпре су убијени бебе и деца. Онда су дошли на ред млади и одрасли. Много родитеља је попило отров након што су деца умрла. Неки су покушали да побегну, али је највећи број био побијен и само је неколицина успела да побегне. Џоунс је умро од пуцња у главу. Непознато је да ли је извршио самоубиство. Укупно је погинуло 913 од 1110 припадника, од чега 276 деце.
Џонстаун је 1980. године уништен у пожару.

## Позадина
Храм Народа је основан 1955. у Индијанаполису у Индијани. Иако у својим коренима и учењима имао много више са библијском црквом и хришћанским покретима обнове него са марксизмом, он је спроводио праксу коју ја називао „апостолским социјализмом”. У складу са тим, Храм је проповедао да „они који остану дрогирани опијатом религије ће морати бити доведни до просвећења - социјализма”." Почетком 1960-их, Џоунс је посетио Гвајану – тада још увек британску колонију – док је био на путу да оснује кратковечну мисију храма у Бразилу.
Након што је Џоунс добио значајне криике у Индијани због својих интеграционистичких ставова, Храм се 1965. преселио у Редвуд Вали у Калифорнији. Храм је почетком 1970-их отворио своје огранке у Лос Анђелесу и Сан Франциску, и на крају ће преселити своје седиште у Лос Анђелес.
Пресељењем у Сан Франциско појачала се политичка активност Храма. Након што се учешће Храма показало важним у победи Џорџ МосконЏорџа Москона на изборима за градоначечника 1975, Москон је поставио Џоунса за председника Комисије Сан Фракциска за стамбена питања. За разслику од многих других особа који су сматране вођама секти, Џоунс је уживао подршку јавности и долазио је у сусрет са неким од највиших америчких политичара. Џоунс се лично упознао са потпредседничким кандидатом Волтером Мондејлом и првом дамом Розалин Картер. Међу гостима на великој јесењој вечери 1976. за Џоунса су били гувернер Џери Браун, заменик гувернера Мервин Димали, и већник Вили Браун.